# Mika Kjellberg
Marika Bida Mika Kjellberg, född 14 december 1959, är en svensk entreprenör och ägare av modellagenturen Mikas.
Kjellberg hade själv arbetat som fotomodell när hon 1986 startade egna modellagenturen Mikas. Hon har representerat en rad svenska modeller som sedan blivit mycket framgångsrika internationellt, exempelvis Emma Sjöberg, Victoria Silvstedt, Mini Andén, Vendela Kirsebom, Marcus Schenkenberg och Izabella Scorupco.
Hon har även suttit i uttagsjuryn för TV-programmet Top Model Sverige under flera år.